# Seedorf (Sellin)

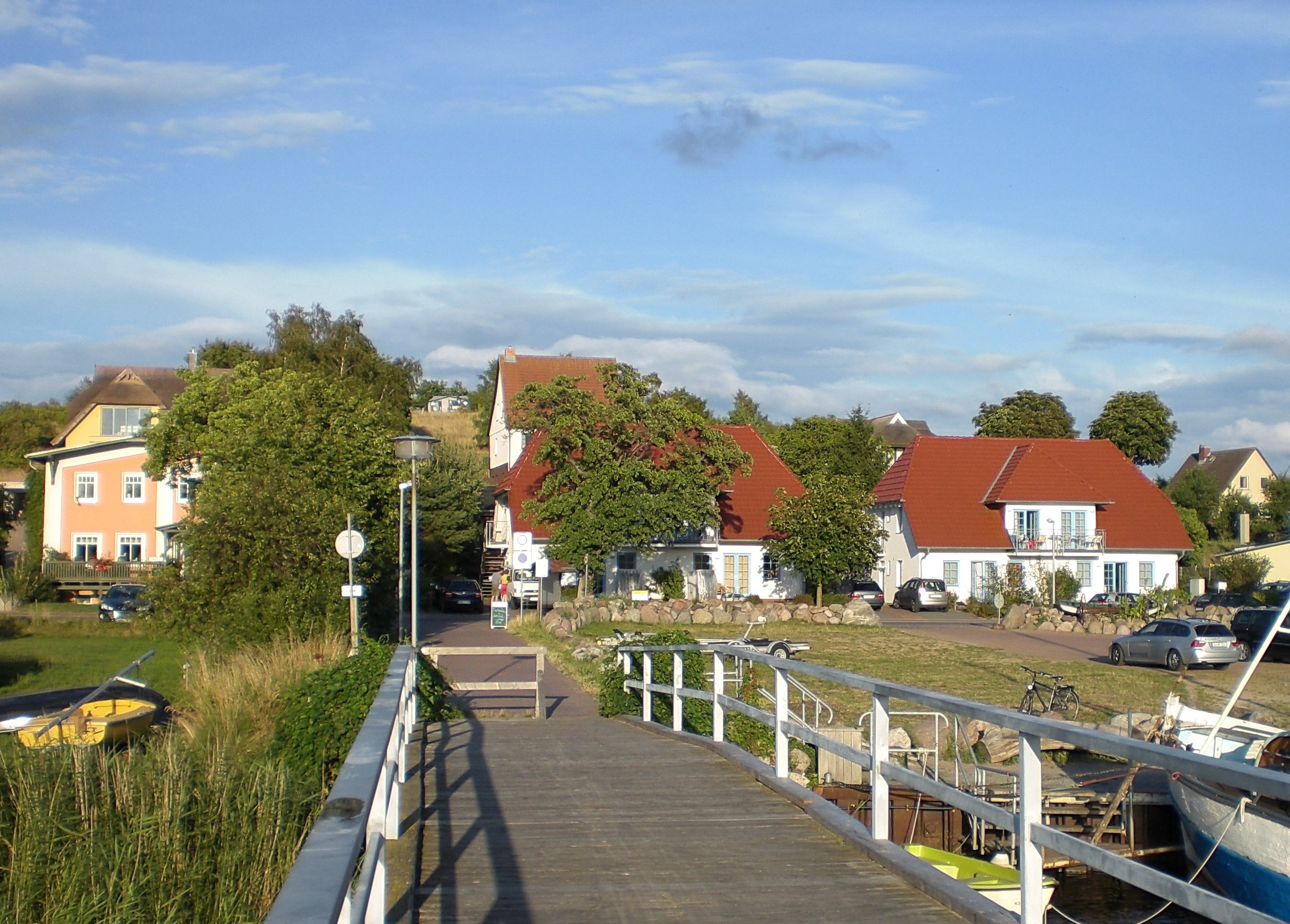
Blick von der Brücke über die Lanckener Bek (2008)

Seedorf ist ein zur Gemeinde Sellin gehörendes Dorf auf der Ostseeinsel Rügen in Mecklenburg-Vorpommern.

## Lage
Seedorf liegt südlich von Neuensien. Die Bebauung beider Orte geht ineinander über. Der Ort zieht sich entlang des östlichen Ufers der Lanckener Bek die den nördlich gelegenen Neuensiener See mit der Having als Teil der Ostsee verbindet. Der Ort stellt einen Naturhafen dar, der heute vor allem touristisch genutzt wird.
Eine Zufahrtsmöglichkeit für den Kraftverkehr gibt es nur über Neuensien. In Seedorf endet die Straße. Für Fußgänger- und Radverkehr gibt es eine Brücke über die Lanckener Bek in Richtung Preetz und Burtevitz. Weitere Wanderwege führen nach Süden und Osten in Richtung Moritzdorf.

## Geschichte
Das Gebiet des heutigen Seedorfs mit seiner Lage an der in der letzten Eiszeit entstandenen Strömungsrinne Lancker Bek eignete sich in besonderer Weise für den Schiffbau. Im Auftrag des Grafen Friedrich zu Putbus baute 1782 der Schiffzimmermeister Jakob Jantzen Lundberg aus Pruchten bei Barth an dieser Stelle ein seetaugliches Schiff.
Bei einer Neuordnung des Grundbesitzes des Hauses zu Putbus, zu dem auch das Gebiet von Seedorf gehörte, im Jahr 1809 bestimmte dessen Sohn Fürst Wilhelm Malte zu Putbus, dass das Gebiet für die Ansiedlung von Fischern und Schiffern vorgehalten wird.
1812 wird im Taufregister der Dorfkirche Lancken-Granitz erstmals Seedorf erwähnt. In der Zeit der Napoleonischen Kriege nutzte die Schwedische Flotte Seedorf als Naturhafen zur Abwicklung von Truppen- und Provianttransporten.

### Hafen

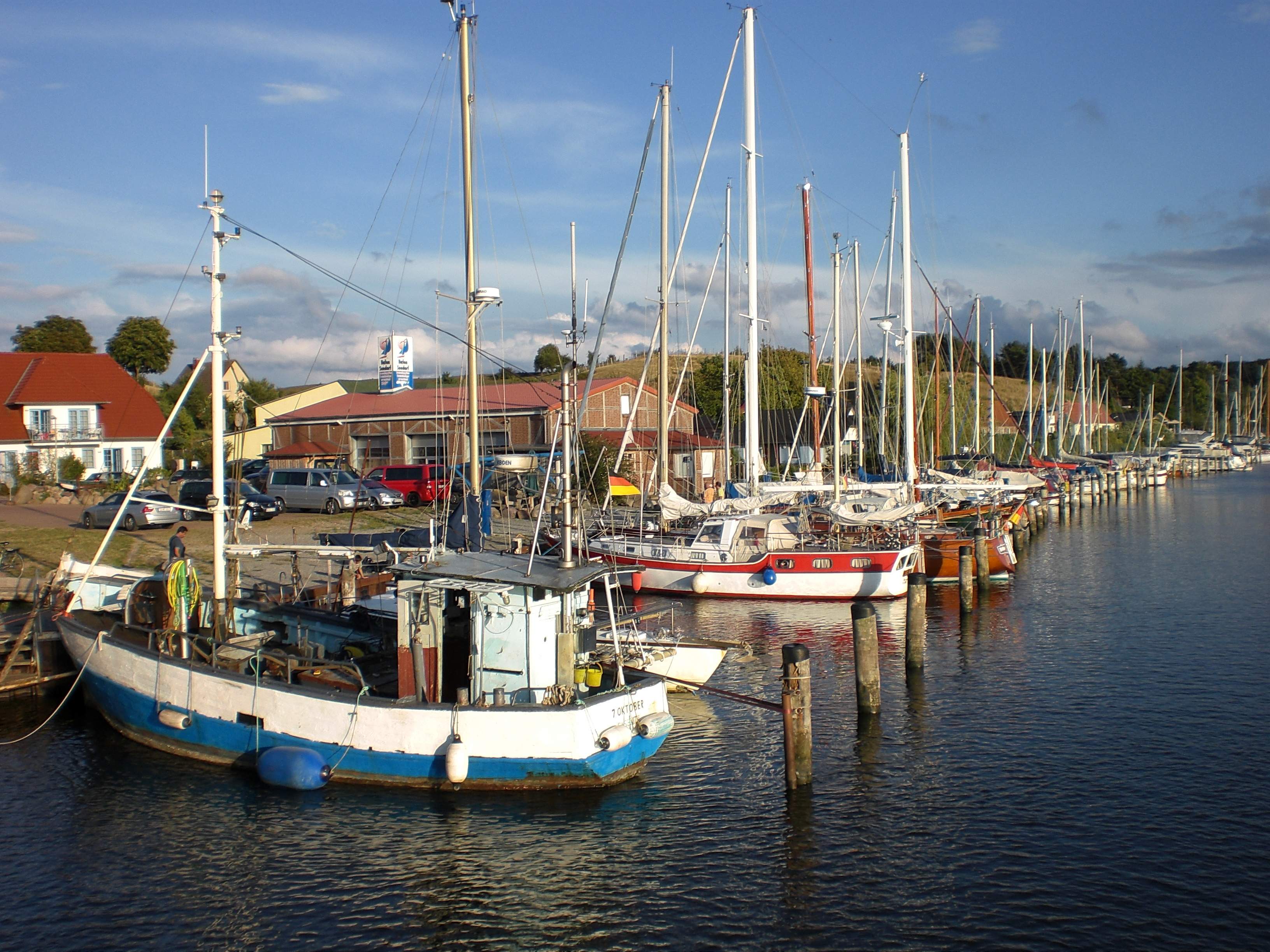
Hafen von Seedorf (2008)

Um das Be- und Entladen der in Seedorf anlegenden Schiffe zu erleichtern befestigte man den Hafen mit einem Bollwerk. Es wurden auch Hafengebühren eingeführt. Mit dem Aufkommen des Badetourismus in den Ostseebädern erlebte auch der Hafen einen Aufschwung. Seit 1885 war Seedorf regelmäßige Station des Dampfschiffes Hebe, welches von Lauterbach zum Mönchgut fuhr, so dass die Badegäste über Seedorf ihr Ziel erreichten. Auch die für den Bau der damals neu entstandenen Hotels benötigten Baumaterialien wurden mit Frachtkähnen über Seedorf abgewickelt. Mit Einführung der Kleinbahn Rasender Roland ging jedoch diese wirtschaftliche Bedeutung des Seedorfer Hafens verloren.

### Werften
Karl David Looks, Sohn eines Lotsen vom Mönchgut, und Joachim Christian Krüger, Bootsbauer aus Sellin, gründeten 1861 jeweils eine Werft in Seedorf. Während die Looksche Werft nur bis 1863 bestand, erwarb sich die Krügersche Werft einen guten überregionalen Ruf. Seedorf wurde zu einem bedeutenden Standort für den Schiffbau in der Ostseeregion. Mit dem Aufkommen eiserner Dampfschiffe geriet jedoch die nach traditionellem Handwerk bauende Krügersche Werft ins Hintertreffen. Im Jahr 1912 kauft Moritz  Koldevitz aus Binz die Werft. Der Tätigkeitsschwerpunkt verschiebt sich hin zu einem Sägewerk und Baubetrieb. Trotzdem entstehen auch weiterhin noch Schiffsneubauten. 1924 entsteht der Gaffelschoner Fürst Franz zu Putbus und als letztes Schiff 1925 die Galeasse Seedorf.
Seedorf war über lange Zeit auch Wohnort von Schiffern. Dem 1892 gegründeten Seedorfer Schifferverein gehörten 30 Kapitäne. Seit 1897 ist in Seedorf, eingeführt von den Brüdern Behrendt aus Fuhlendorf bei Barth, die Tradition des Volksvergnügens des Tonnenabschlagens bekannt.
Im Jahr 1906 wurde die Brücke über die Lancker Bek durch die Greifswalder Firma Spruth erbaut.
Seedorf war namengebender Ort der Gemeinde Seedorf. Zum 3,4 km² umfassenden Gemeindegebiet gehörten neben Seedorf auch Burtevitz, Neuensien, Preetz, Sandort und Zarnekow. Am 1. Juli 1950 wurde die bis dahin eigenständige Gemeinde Burtevitz eingegliedert. Im Zuge einer Gebietsreform wurde Seedorf zum 1. Januar 1962 mit Altensien, Moritzdorf und Neuensien nach Sellin eingemeindet.

## Bauwerke

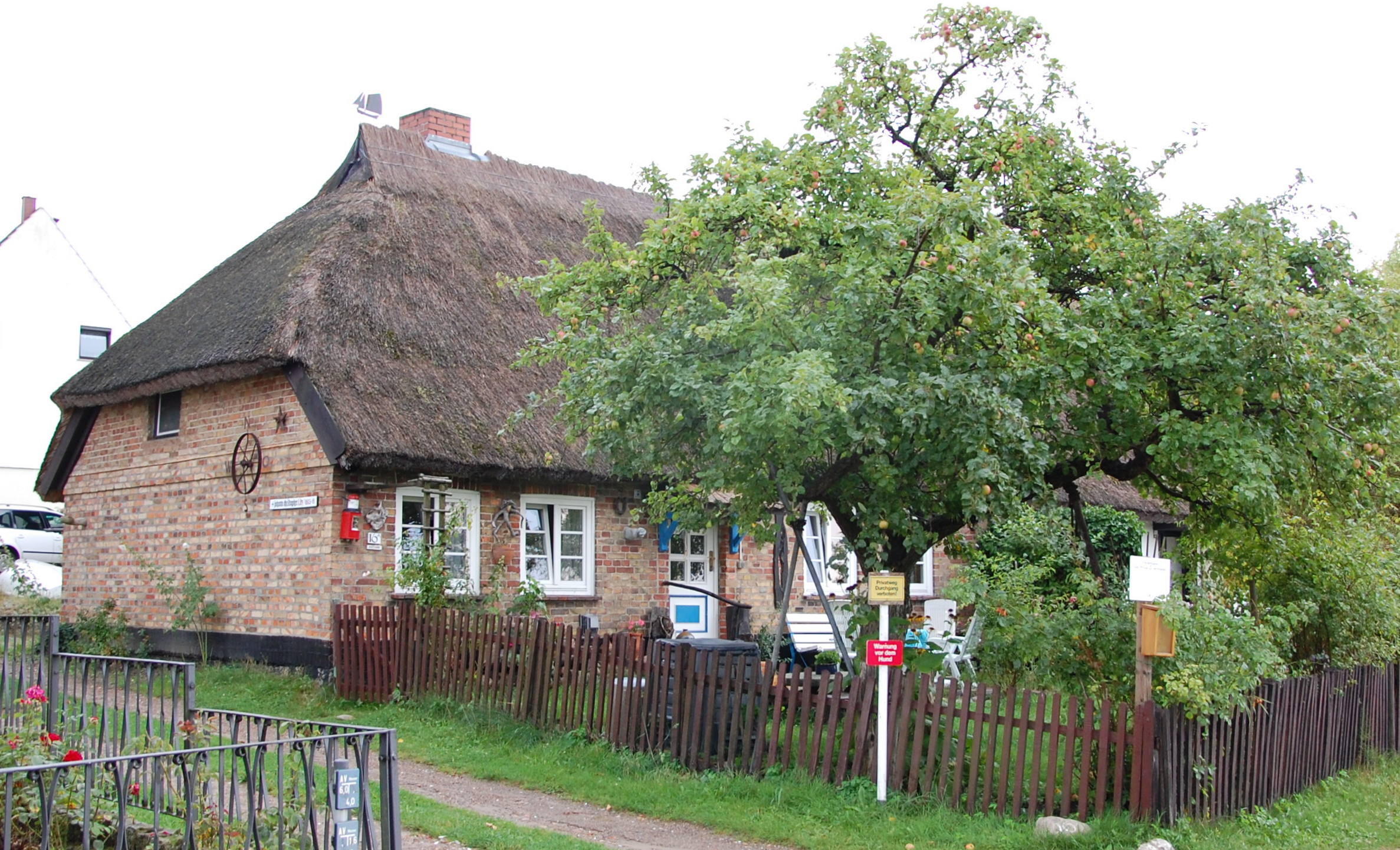
Kate Seedorf 16/17 (2013)

Im örtlichen Denkmalverzeichnis ist die Kate an der Adresse Seedorf 16/17 als Baudenkmal eingetragen.

## Wirtschaft und Veranstaltungen
Aufgrund seiner landschaftlich schönen Lage etwas abseits der großen Ostseebäder hat sich ein etwas ruhigerer Tourismus entwickelt. Von 1957 bis 1990 hatte eine Karl-Marx-Städter Erweiterte Oberschule in Seedorf ein großes Sommerlager. Es bestehen mehrere kleine Gastronomie- und Beherbergungsbetriebe. Für das Ortsbild und die Wirtschaft ist der vor allem von Erholungssuchenden gut frequentierte Hafen Seedorfs von Bedeutung.
Jeweils Mitte August findet von Seedorf aus die Segelregatta Rund Stubber statt.